# Josef Rataj
Josef Rataj (* 29. května 1979 Plzeň) je český pop-artový umělec, malíř, výtvarník a performer.
Josef Rataj nabízí české veřejnosti umění, které je aktuálním trendem ve Spojených státech, především pak v Hollywoodu. Převážnou část jeho obrazů tvoří portréty osobností spojených s kulturou v USA. Maluje také díla abstraktní, která vznikají především na zakázku pro zahraniční klienty jako výzdoba jejich luxusních amerických bytů. Mimo pop-artu kombinovaného s abstrakcí se věnuje též tvorbě 3D objektů. Je známý svou malbou do hudby a jeho díla bývají součástí výstav, eventů, koncertů i charitativních projektů.

## Dílo

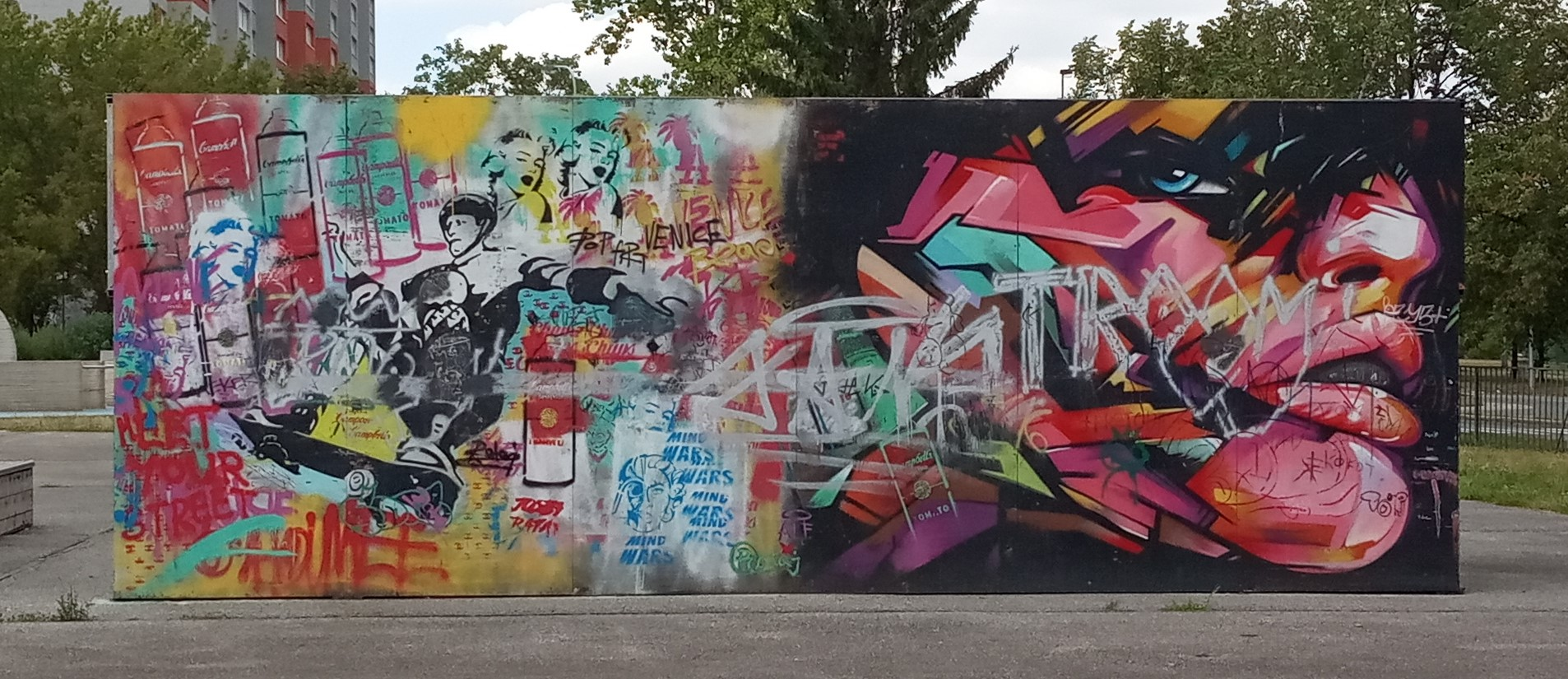
Graffiti ve Volnočasovém areálu Kupeckého, Praha-Háje

### Obrazy
Mezi Ratajova nejznámější díla patří pop-artové obrazy. Ztvárnil Johna Lennona, The Beatles, Marilyn Monroe, Karla Lagerfelda, Karla Gotta i Ježíše Krista. Na jeho dílech jsou k vidění postavy Walta Disney, Bart Simpson či superhrdinové. Dále pak kombinace předmětů jako jsou odpadky, toaletní papír, logo kabelky, plechovka Coca-coly pohozená v lese. Vidět je možné i kontrast mezi zdravou zelenou planetou a její špinavou pokroucenou verzí. Rataj tak poukazuje na konzum dnešní doby. Jeho obrazy jsou zastoupeny v privátních sbírkách po celém světě a objevují se také v městských expozicích a moderních komerčních projektech.
Josef Rataj nezůstal jen u tvorby na plátna a stěny. Svůj styl promítl do několika multimediálních show a do spolupráce na kolekcích oblečení a kabelek známých značek. Polep vlastního vozu Ford Mustang složený z reálných obrazů může zprvu působit jako pojízdná reklama, ale na druhý pohled je zřejmá  živočišnost a smysl pro detail. Barevná pop-artová sedačka, do jejíž nákladné renovace Josef vložil kus sebe, bude vystavena na Design weeku v Itálii.

### Projekty a nadace
Pro začínající umělce organizuje workshopy a podílí se na choreografii show kombinující malbu a tanec. V projektech jako je Colour Heroes propojil své malířské umění s talentovanými tanečníky, akrobaty a kaskadéry, a vytvořil tak koncept kombinující techniku rychlomalby a tanečního vystoupení. Během několika minut a za doprovodu skupiny performerů Josef oživuje na prázdných plátnech portréty známých i fiktivních osobností. Tato vizuální jízda doprovází vystoupení nejznámějších českých a zahraničních hudebníků a díky originálnímu pojetí se stala vyvrcholením programu řady festivalů a společenských akcí.
Při živém hraní souhrnu písní z klavírního kurzu Coolmusic.cz namaloval Josef Rataj obraz Johna Lennona a nasprejoval klavír přímo na Staroměstském náměstí v Praze. Ve videoklipu je zachycena atmosféra koronavirové doby prázdného města. Vzniklo tak aukční dílo, které bylo vydraženo speciálně pro nadaci Kapka naděje. Celou charitativní akci připravil Josef Rataj spolu s agenturou Coolmusic.cz.
Na Českém plese 2022 v Praze, který byl zaměřen jako vždy na benefici, vytvořil metodou speedpainting během šesti minut obraz legendárního rokového zpěváka Jima Morrisona, leadera skupiny The Doors. Toto pop-artové dílo bylo na místě vydraženo za 300 000 Kč. Výtěžek byl věnován nadačnímu fondu Klíč k úsměvu podporující boj proti domácímu násilí, které není často vidět, a právě proto je potřeba na něj upozornit.

### Umění a vernisáže
Rataj byl vybrán známou italskou kurátorkou Loredanou Trestin, aby reprezentoval české umění na jedné z nejznámějších mezinárodních výstav Biennale - Never Again „Nikdy znovu“ v Benátkách. Jedná se o mezinárodní exhibici umění organizovanou Divulgarti Group a asociací ARconTE v prestižních prostorech galerie umění Future’s v paláci Pisani Revedin, který se nachází v centru části italských Benátek zvané San Marco. Podle kurátorky výstavy se Josefova díla řadí mezi tzv. investiční umění, tedy umění vhodné k diverzifikaci investičního portfolia investora nebo fondu. Tématem výstavy byl boj proti násilí, zabíjení žen, nenávisti, válce, hladovění a ignoraci. Ratajovi patřila celá zeď naproti hlavnímu vchodu do galerie. Jeho obrazy tedy byly prvním dílem, které návštěvníci spatřili.
Josef Rataj právě pracuje na unikátním díle. Je jím kostel v pop-artovém stylu. Jde o renovaci kostela svatého Petra a Pavla v Chotěvicích, jehož majitel je zpěvák skupiny Kryštof, Richard Krajčo. Nejprve šlo o tři pop-artové obrazy. Jeden z nich, ztvárňující Ježíše Krista, namaloval Josef přímo na místě během vánoční mše a koncertu v prosinci 2021. Následovala další díla a v roce 2022 postupně vzniká unikátní mix starého umění a novodobého pop-artu. Jde o jediný kostel na světě renovovaný v tomto stylu.
Obrazy Josefa Rataje jsou silně ovlivněny tvorbou Andyho Warhola, představitele pop-artu ve Spojených státech. Pop-art (zkratka z anglického popular art populární masové umění) je umělecký směr, který se prvně objevil zhruba v polovině 50. let a dominoval pak zejména v 60. letech. Byl ovlivněn populární hudbou a komerčním uměním. Charakteristické pro něj je přejímání motivů i techniky z předmětů denní potřeby, inspirace velkoměstskou kulturou a jejími vizuálními projevy, filmem, reklamou, komiksy. Ratajovo pojetí se zajímá i o módu a styl, kdy inspiraci čerpá u Freddiho Mercury z kapely Queen. Obliby se jeho obrazům dostalo až poté, co zájem projevili odborníci z řad umělců. Jeho díla vlastní privátní sbírky po celém světě i jako investiční díla.